# Лемтыбож
Лемтыбож — посёлок сельского типа в городском округе Вуктыл Республики Коми России. 

## География
Находится в 23 км к западу от города Вуктыл. 
Образует административную территорию посёлок сельского типа Лемтыбож с подчиненной ему территорией в составе административно-территориальной единицы города республиканского значения Вуктыла с подчиненной ему территорией.

## История
С 2006 до 2015 года посёлок являлся административным центром и единственным населённым пунктом одноимённого сельского поселения «Лемтыбож» (с полным официальным наименованием муниципальное образование сельского поселения «Лемтыбож»), упраздненного в 2015 году в связи с образованием городского округа Вуктыл на территории бывшего муниципального района Вуктыл.

## Население
| 2010 | 2012 | 2013 | 2014 | 2015 |
| ---- | ---- | ---- | ---- | ---- |
| 228  | ↘202 | ↘178 | ↘173 | ↗174 |